# František Beneš (filatelista)
František Beneš (* 1955) je český filatelista, novinář, spisovatel a soudní znalec.

## Biografie
Absolvoval Vysokou školu zemědělskou v Praze, kde pokračoval ve studiu a dosáhl hodnosti kandidát věd. Absolvoval i Právnickou fakultu UK v Praze. Zde se při studiu zaměřil na oblast autorského práva ve vztahu ke známkové tvorbě.
Působil jako nakladatelský redaktor ve Státním zemědělském nakladatelství. Od roku 1984 byl vedoucím obchodního oddělení Poštovní filatelistické služby. V roce 1985 byl jmenován znalcem v oboru filatelie Pofisu. Od stejného roku je soudním znalcem v oboru filatelie. Po roce 1990 vedl oddělení známkové tvorby Federálního ministerstva spojů. Je členem Mezinárodní asociace filatelistických znalců (AIEP) a Mezinárodní asociace filatelistických novinářů (AIJP). Od roku 1993 působí v pražském Domě filatelie. Je autorem více než tisíce odborných článků a více než dvaceti knih a katalogů z oboru filatelie a poštovní historie.

## Publikace

### Knihy
- Specializovaná příručka pro sběratele poštovních známek, celin a dalšího materiálu sběratelského zájmu – Československo 1918–1939
- Specializovaná příručka pro sběratele poštovních známek, celin a dalšího materiálu sběratelského zájmu – Československo 1945–1992
- Specializovaná příručka pro sběratele poštovních známek, celin a dalšího materiálu sběratelského zájmu – Česká republika 1993–2019 (postupně celkem devět samostatných vydání)

- 5v1: ČSR I a II, ČR, protektorát ČaM, Slovenský stát, SR
- Protektorát Čechy a Morava 1939–1945
- Pošta v ghettu Terezín (s P. Tošnerovou) (celkem tři aktualizovaná vydání)

### Články
Od roku 1993 je autorem více než tisíce článků v nakladatelstvích Pofis, Profil a Filatelie a v dalších tuzemských i zahraničních periodikách. Autor se rozhodl články nabízet i v online podobě na osobních stránkách www.frantisekbenes.cz